# Beukenbladluis
De beukenbladluis  (Phyllaphis fagi) is een insect dat behoort tot de superfamilie Aphidoidea. 

## Kenmerken
Het opvallendste kenmerk van de beukenbladluis is de wollige wasuitscheiding, dat aan de luizen blijft plakken.
De lichtgroene luizen worden 1-3 mm lang. Sommige luizen hebben donkere strepen op het achterlijf. Zowel gevleugelde als ongevleugelde luizen komen voor. Ze scheiden witte tot blauwachtige wasdraden uit.
De luizen voeden zich hoofdzakelijk met de aminozuren uit het plantensap, dat ze met hun stiletten uit het floëem opzuigen. Het grootste deel van het opgezogen plantensap wordt echter weer uitgescheiden als honingdauw.

## Levenscyclus

Levenscyclus van de beukenbladluis in Midden-Duitsland

De beukenbladluis heeft geen tussenwaardplant. In het voorjaar komen de larven uit de wintereieren, die in het afgelopen jaar zijn afgezet op knoppen en in bastspleten van de beuk. De 1 mm grote larven ontwikkelen zich op de uitlopende knoppen. Na ten minste drie vervellingen zijn ze 2 mm groot en worden ze stammoeders (fundatrices) genoemd. Ze zijn levendbarend en kunnen tot tachtig larven (virgines) voortbrengen. De larven van de eerste generatie vormen op de onderkant van de bladeren koloniën. Tijdens de zomer komen door ongeslachtelijke vermeerdering meerdere generaties voor met zowel gevleugelde als ongevleugelde luizen (imagines). Pas in de herfst komt er een generatie, die bestaat uit vrouwtjes en mannetjes. Na de bevruchting leggen de vrouwtjes tien tot zestien wintereieren op de waardplant.

## Verspreiding
De beukenbladluis komt voor op beuken in Europa tot aan de Kaukasus en in Azië komt de luis onder andere voor in Anatolië. Verder komt de beukenbladluis voor in Noord-Amerika, Australië en Nieuw-Zeeland.

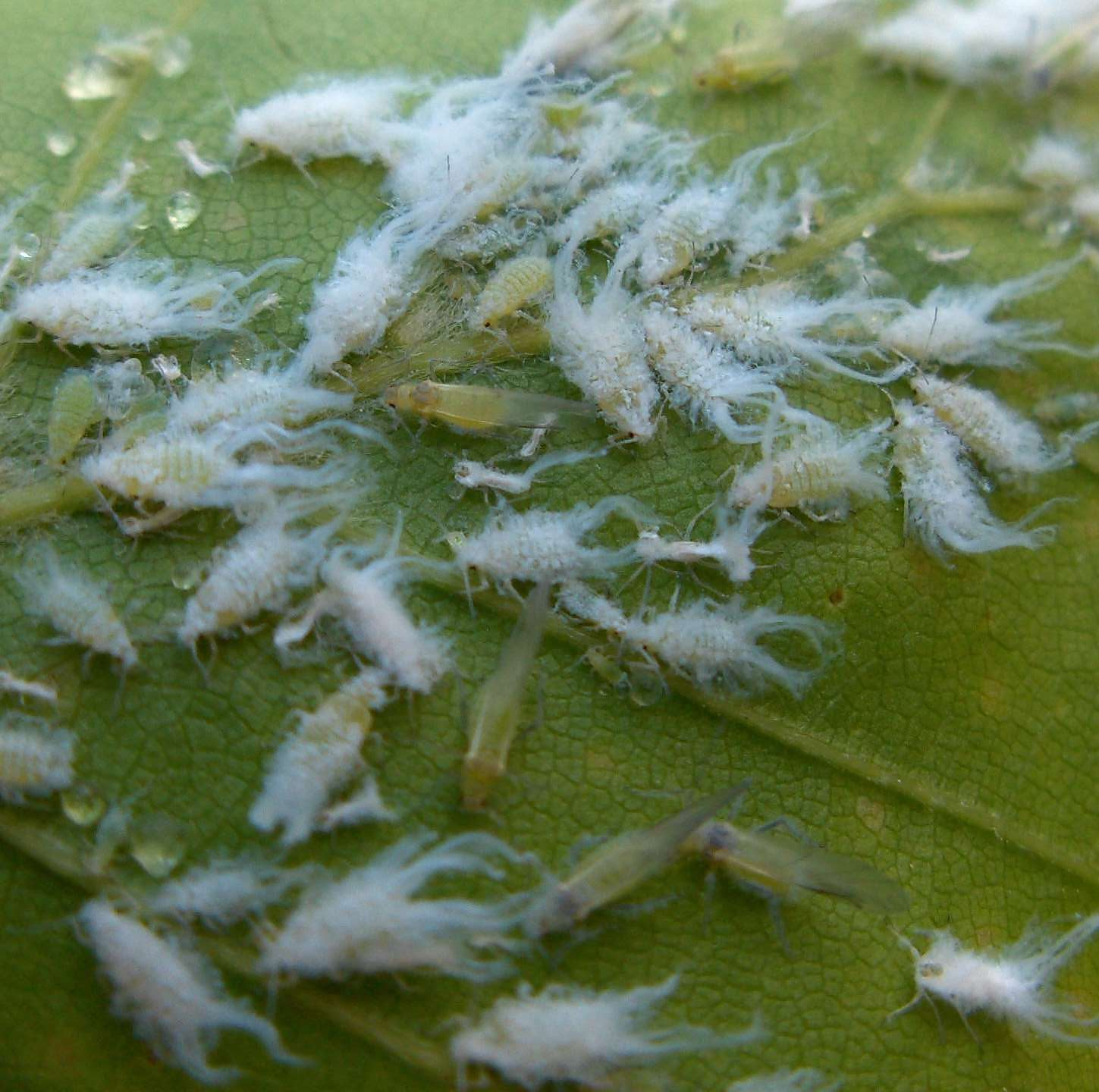
Kolonie op de bladonderzijde van een beuk

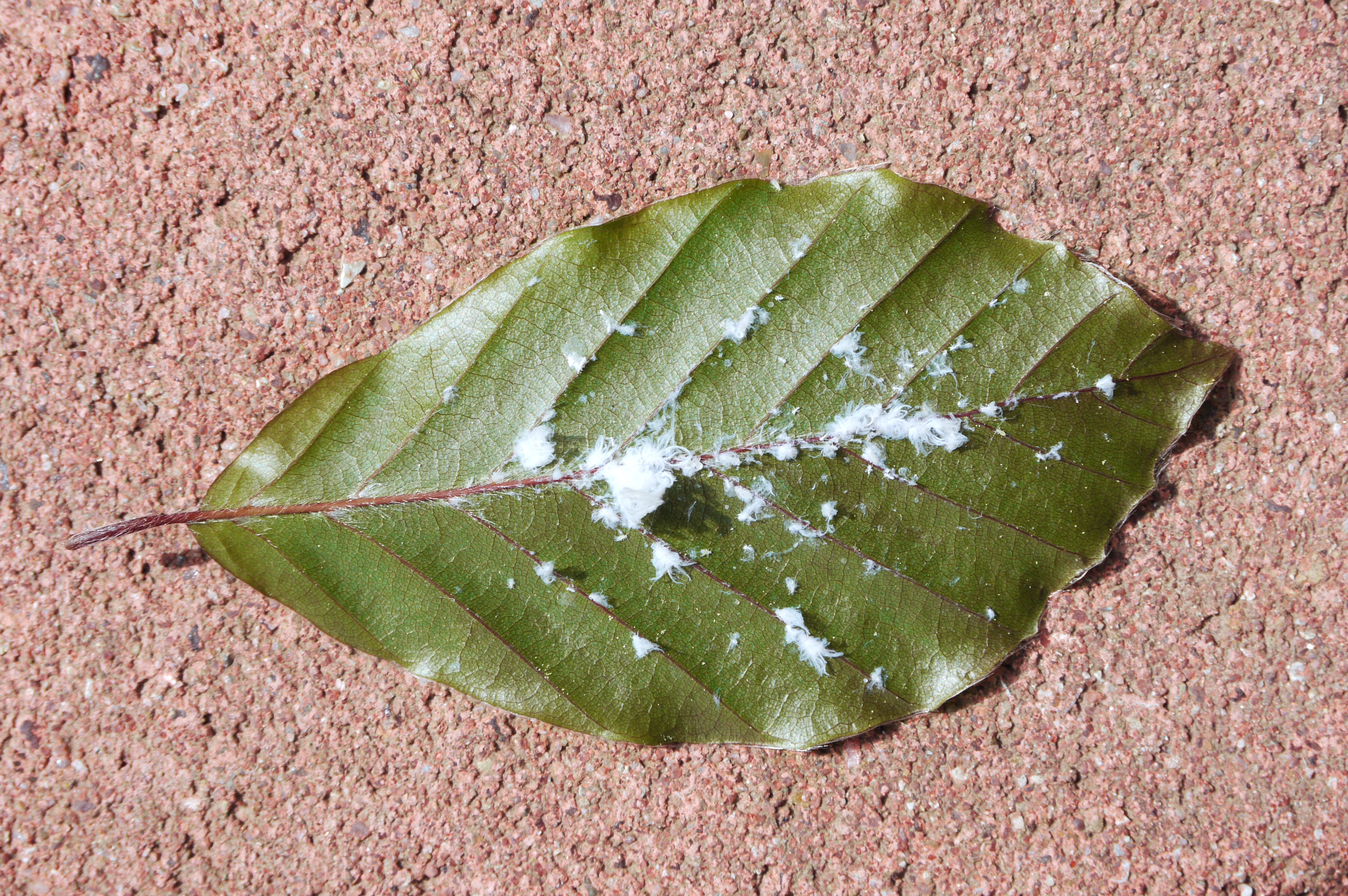
Kolonie op de bladonderzijde van een rode beuk